# Бекетов, Платон Петрович
Плато́н Петро́вич Бе́кетов (11 [22] ноября 1761, Симбирск — 6 [18] января 1836, Москва) — русский иконограф и издатель, почётный член московского университета и обществ:  испытателей природы и любителей российской словесности, коллекционер из рода Бекетовых. Председатель Общества истории и древностей российских (1811—1822).

## Биография
Родился в Симбирске 11 (22) ноября 1761 года в семье местного помещика Петра Афанасьевича Бекетова и его первой жены, рождённой Репьевой. Вступив во второй брак с одной из дочерей и наследниц миллионера И. С. Мясникова, Бекетов-старший стал обладателем колоссального состояния. Его брат Н. А. Бекетов служил в Астрахани губернатором.
Платон учился в частных пансионах Казани (1767—1768) и Симбирска (1768—1772) вместе со своим двоюродным братом Иваном. Осенью 1773 года, в связи с приближением армии Емельяна Пугачёва семья Бекетовых переехала в Москву, где он с 1774 года учился в знаменитом московском пансионе профессора И. М. Шадена; там его товарищем был Николай Михайлович Карамзин, с которым он находился в дальнем родстве.
Из пансиона 2 сентября 1776 года Бекетов поступил на военную службу — в Семёновский лейб-гвардии полк в звании сержанта. Вышел в отставку в звании премьер-майора 1 января 1788 года. В 1791 году поступил в Герольдмейстерскую контору при Сенате, в 1798 году вышел в отставку.
С 1798 года жил в Москве, где увлёкся коллекционированием и изданием портретов и книг. В 1801 году открыл собственную типографию, считавшуюся одной из лучших в Москве. Здесь был напечатан целый ряд изданий русских авторов, среди которых М. М. Херасков, И. Ф. Богданович, Н. И. Гнедич, В. А. Жуковский и др., причём тщательно отредактированных самим издателем. В 1801 и 1811 годах, несмотря на запрет, издал сочинения А. Н. Радищева в 6 томах, куда по цензурным причинам не вошло «Путешествие из Петербурга в Москву». В книгоиздании стремился отчасти продолжать линию Н. И. Новикова. В типографии Бекетова печатался журнал «Друг Просвещения» (1805), издавался журнал «Роспись книгам, напечатанным иждивением типографии Платона Бекетова» (М., 1806).
Тем не менее, больше всего интересовался Бекетов иконографией. Загоревшись идеей издать сборник портретов выдающихся личностей России, он не жалел никаких средств на приобретение подлинных портретов, живописных и гравированных, и собрал в итоге огромную коллекцию из нескольких сотен экземпляров. Для их гравирования Платон Петрович организовал школу пунктирных гравёров, в которую вошли Алексей Агапиевич Осипов (1770—1850) и находившиеся под его присмотром крепостные Бекетова: его собственные и выкупленные им у других помещиков. Они выгравировали пунктирной манерой более 300 досок, весьма посредственных в художественном отношении, но крайне удачных в отношении иконографическом, чему способствовал сам Бекетов, отбиравший оригиналы. Издать их все ему так и не удалось.   
В 1801—1802 годах он выпустил «Пантеон Российских авторов» (4 тетради по 5 портретов на лист, с текстом Карамзина, М., 1801). Книжные магазины не хотели брать на реализацию альбомы издания из-за высокой цены: альбом на простой бумаге стоил 3 рубля, на веленевой — 5 рублей. Для того, чтобы «Пантеон» успешно продавался, Бекетов открыт собственный магазин на углу Кузнецкого моста и Рождественки. Однако и этот шаг не позволил издать пятую запланированную тетрадь.  
Во время Отечественной войны 1812 года пожар уничтожил типографию Бекетова и его коллекцию.  
Через 20 лет Бекетов собрался издать «Собрание портретов россиян, знаменитых по своим деяниям, воинским и гражданским, по учености, сочинениям, дарованиям или коих имена почему другому сделались известными свету, с приложением их кратких жизнеописаний» (М., 1821—1824). Издание было разделено на 4 части по 50 портретов в каждой, но вышла только первая часть, посвящённая деятелям XVII — начала XVIII века. Это издание не было воспринято читателями и в свет было выпущено очень малым тиражом. После смерти Бекетова его драгоценная коллекция из 306 медных досок была приобретена за 8,5 тысяч рублей братьями Киреевскими. Однако в 1844 году они издали лишь малую часть этой коллекции.
Одной из книжных редкостей, изданных Бекетовым, стало крупноформатное издание «Образцы литер российских, французских, немецких и прочего, находящегося в типографии Платона Бекетова», содержавшее 31 ненумерованный лист.
Кроме портретов, Бекетов издал также «Описание в лицах торжества, происходившего в 1626 году февраля 5 при бракосочетании Государя Царя и Великого Князя Михаила Федоровича с Государынею Царицею Евдокиею Лукьяновною из рода Стрешневых» (М., 1810). Фолиант содержал 65 гравированных контуром изображений.
Занятия иконографией, предполагающие в известной степени знание истории и археологии, создали Бекетову такую репутацию, что в 1811 году его избрали председателем Московского общества истории и древностей российских. В общей сложности 12 лет, до 1823 года, Бекетов занимал эту должность. По словам академика П. М. Строева, для общества он был «душой и двигателем». В 1811 году он стал также членом-учредителем Общества любителей российской словесности.
Скончался 6 (18) января 1836 года в Москве на своей даче в Симоновой слободе. Похоронен был рядом с отцом в Новоспасском монастыре. Надгробие уничтожено после революции.